# Simulium nepalense
Simulium nepalense är en tvåvingeart som beskrevs av Lewis 1964. Simulium nepalense ingår i släktet Simulium och familjen knott.
Artens utbredningsområde är Nepal. Inga underarter finns listade i Catalogue of Life.